# در انتظار بربرها (فیلم)
 در انتظار بربرها (به انگلیسی: Waiting for the Barbarians) یک فیلم اکشن و درام محصول سال ۲۰۱۹ به کارگردانی سیرو گرا است. فیلم براساس رمان در انتظار بربرها به همین نام به نویسندگی جان ماکسول کوتسی ساخته شده‌است. مارک رایلنس، جانی دپ، رابرت پتینسون، گانا بایارسایخان و گرتا اسکاکی از بازیگران این فیلم هستند.

## بازیگران
- جانی دپ ... سرهنگ جول
- مارک رایلنس ... دادرس
- رابرت پتینسون ... افسر مندل
- قانا بایارسایخان
- گرتا اسکاکی ... مای
- دیوید دنسیک ... کارمند
- سام رید ... ستوان
- هری ملینگ ... سرباز ۴ پادگان
- بیل میلنر ... سرباز ۵ پادگان

## انتشار
این فیلم برای اولین بار در جشنواره فیلم ونیز در تاریخ ۶ سپتامبر ۲۰۱۹ به نمایش درآمد. حق پخش فیلم در ایالات متحده امریکا بر عهده ساموئل گلدوین فیلمز است و قرار است که این فیلم در تاریخ ۷ اوت ۲۰۲۰ اکران شود. 